# Foggydog-Gletscher
Der Foggydog-Gletscher (von englisch foggydog ‚Nebelhund‘) ist ein Gletscher in der antarktischen Ross Dependency. Er fließt in den Brown Hills der Cook Mountains zwischen den Blank Peaks und Mount Rich.
Teilnehmer einer von 1962 bis 1963 dauernden Kampagne im Rahmen der neuseeländischen Victoria University’s Antarctic Expeditions kartierten ihn und gaben ihm einen deskriptiven Namen. In der Aufsicht ähnelt der Gletscher, der häufig von Nebel umgeben ist, dem Kopf und Nacken eines Hundes. Eine Moräne des Gletschers, die an ein Halsband erinnert, verstärkt diesen Eindruck zudem.